# Nenciulești (okręg Teleorman)
Nenciulești – wieś w Rumunii, w okręgu Teleorman, w gminie Nenciulești. W 2011 roku liczyła 1890 mieszkańców.